# آرمسترانگ ویتوورث ویتلی
آرمسترانگ ویتورث ویتلی (به انگلیسی: Armstrong Whitworth Whitley) یک بمب‌افکن دوموتوره ساختِ شرکت آرمسترانگ ویتورث ایرکرفت در کشور بریتانیا است. این هواگرد نخستین بار روز ۱۷ مارس سال ۱۹۳۶ به پرواز درآمد. از آغاز جنگ جهانی  دوم از این هواگرد برای بمباران شبانه و ریختن برگه تبلیغاتی در اراضی دشمن استفاده شد. بعدا فرماندهی ساحلی بریتانیا آن را در نقش هواگرد شناسایی و ضدزیردریایی آموزشی نیز به کار برد. همچنین کاربردهایی نیز در زمینه کشیدن بادپر و آموزش چتربازان و نیز هواپیمای باری غیرنظامی داشت.

## مشخصات فنی
ویتلی ام‌کی ۵:
مشخصات عمومی
- خدمه: ۵ نفر
- طول: ۷۲ فوت ۶ اینچ (۲۲٫۱ متر)
- طول بال: ۸۴ فوت (۲۵٫۶ متر)
- ارتفاع: ۱۵ فوت (۴٫۶ متر)
- وزن خالی: ۱۹٬۳۵۰ پوند (۸٬۷۸۰ کیلوگرم)
- وزن بارگزاری‌شده: ۲۸٬۲۰۰ پوند (۱۲٬۷۹۰ کیلوگرم)

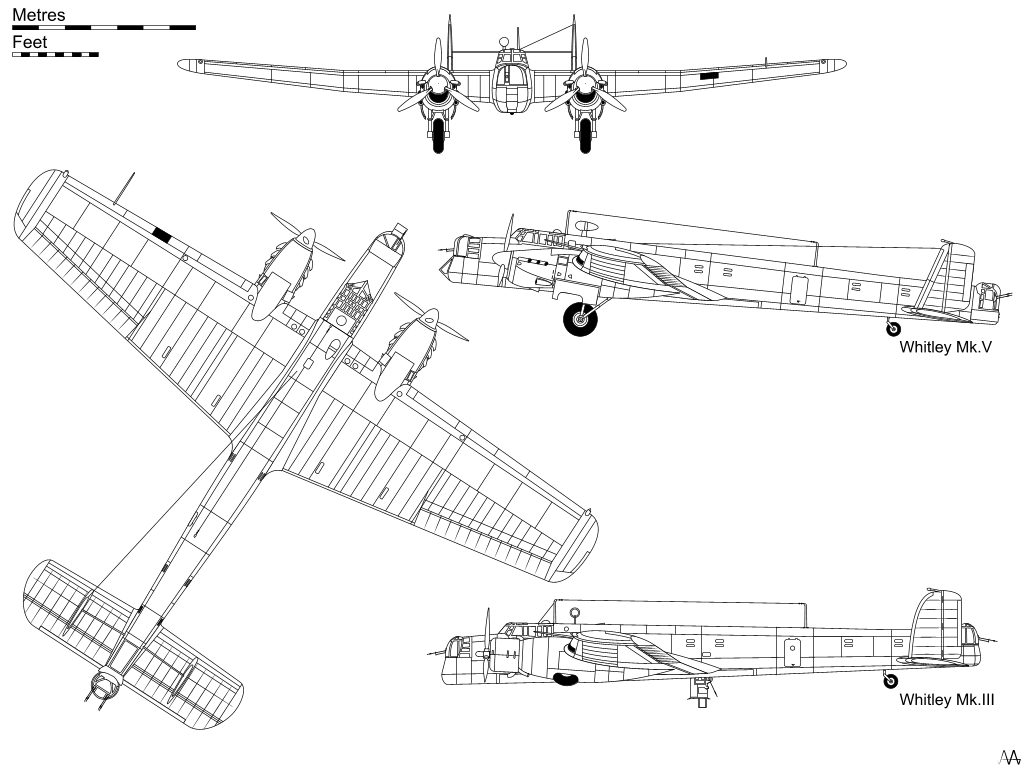

- نیرومحرکه: ۲ × موتور هم‌راستای رولز-رویس مرلین ۱۰: ۱٬۰۷۵ اسب بخار

عملکرد
- حداکثر سرعت: ۲۲۸ مایل بر ساعت (۳۶۷ کیلومتر بر ساعت) در ارتفاع ۱۷٬۷۵۰ فوت (۵٬۴۱۰ متر)
- سقف پرواز: ۱۷٬۶۰۰ فوت (۵٬۳۶۰ متر)
- برد: ۱٬۵۰۰ مایل (۲٬۴۱۰ کیلومتر)

تسلیحات
- ۵ × مسلسل ۰٫۳۰۳ اینچ (۷٫۷ میلیمتر)
- حداکثر ۷٬۰۰۰ پوند (۳٬۱۸۰ کیلوگرم) بمب